# Blitzkrieg

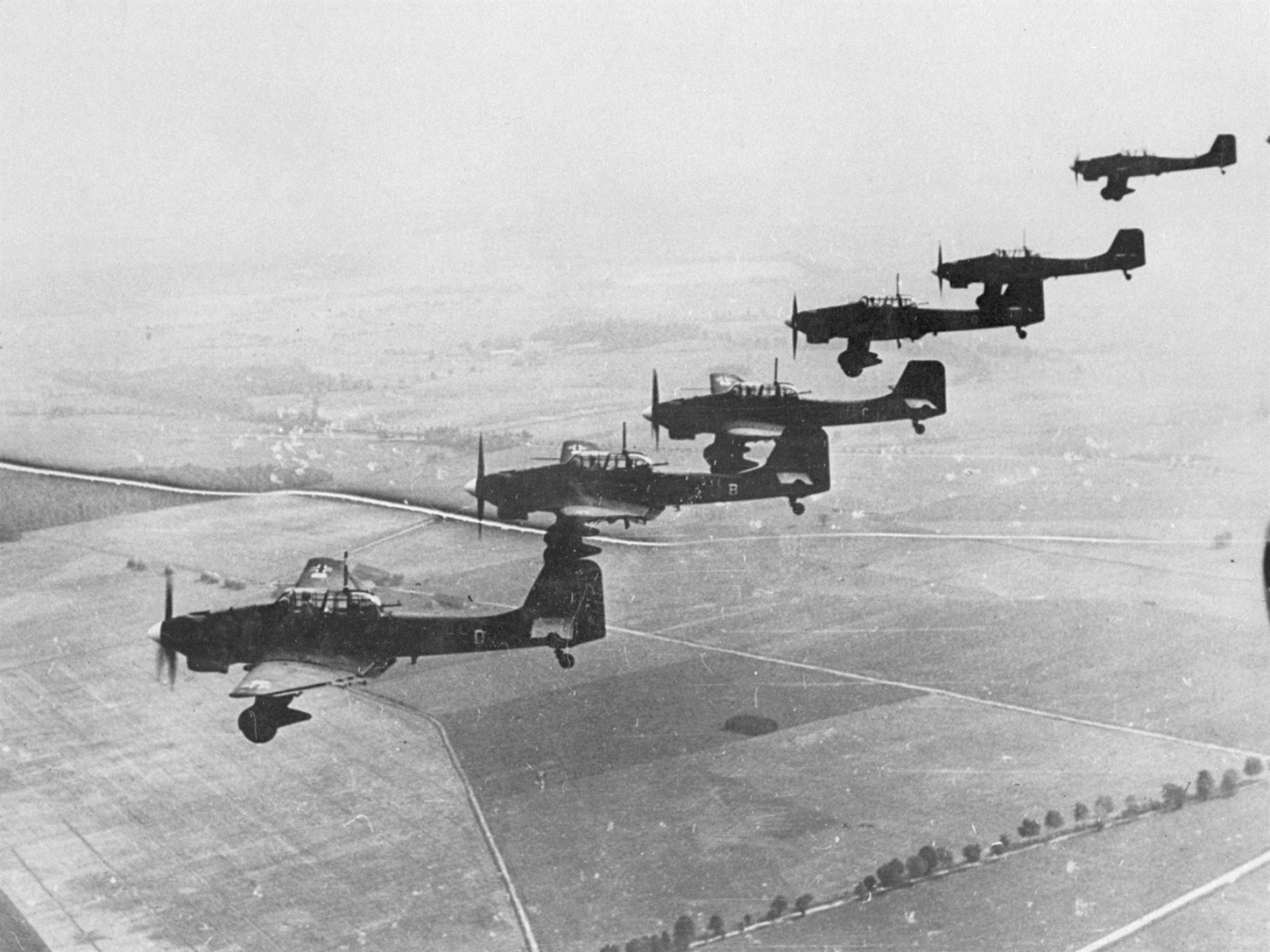
Blitzkrieg, niemieckie samoloty Junkers Ju 87 nad Polską podczas kampanii wrześniowej

Blitzkrieg (z niem. wojna błyskawiczna) – termin oznaczający błyskawiczne uderzenie wojskowymi siłami zbrojnymi (powietrznymi, morskimi i lądowymi) na dane państwo.

## Założenia
Najważniejszym elementem wojny błyskawicznej jest wykorzystanie momentu zaskoczenia poprzez napad w skali strategicznej oraz dążenie do maksymalnego zmasowania głównych sił w kierunku pierwszego uderzenia. Nieprzyjaciel powinien zostać obustronnie oskrzydlony przez siły pancerne, a jego główne siły okrążone i zniszczone przez piechotę i artylerię w początkowym okresie wojny. Twórcą blitzkriegu był Alfred von Schlieffen. Na początku I wojny światowej tzw. plan Schlieffena zakładał pokonanie Francji w ciągu 6 tygodni, dzięki czemu możliwe miało być przerzucenie wszystkich sił na front wschodni, przeciwko Rosji. Teoretyczne podstawy blitzkriegu z użyciem czołgów zostały opracowane i po raz pierwszy zaprezentowane przez Heinza Guderiana w jego książce pt. Achtung – Panzer! wydanej w 1937 roku.
Wyróżniającym elementem blitzkriegu było to, że dywizje czołgów po wygraniu pierwszych bitew nie zatrzymywały się w celu umocnienia przyczółków na nowej linii frontu, ale parły wciąż do przodu, ścigając pokonane wojsko i wdzierając się w głąb terytorium atakowanego państwa przy wsparciu zmasowanych sił powietrznych.
Zgodnie z teorią Heinza Guderiana, o powodzeniu wojny błyskawicznej decyduje zmasowane użycie dywizji pancernych i piechoty zmotoryzowanej na głównych kierunkach uderzenia. Owe uderzeniowe kliny pancerne powinny być wspierane przez lotnictwo we wszystkich sytuacjach bojowych. Zadaniem lotnictwa, głównie szturmowego (w ówczesnych realiach niemieckich – samolotów nurkujących), jest też prowadzenie rozpoznania w taktycznej i operacyjnej głębi, zapobieganie podejściu nieprzyjacielskich odwodów, ubezpieczanie wojska z powietrza i zapewnianie im zaopatrzenia.
Jednym z najlepszych przykładów użycia taktyki „wojny błyskawicznej” jest kampania we Francji przeprowadzona w 1940 roku. Państwo to zostało pokonane dzięki tej taktyce w ciągu zaledwie kilku tygodni. W 1941 roku po rozpoczęciu planu Barbarossa wojna błyskawiczna napotkała po raz pierwszy na poważny opór, kiedy Niemcom nie udało się zdobyć Moskwy, Stalingradu, a blokada Leningradu trwała bardzo długo.
Innym spektakularnym wykorzystaniem taktyki blitzkriegu była izraelsko-arabska „wojna sześciodniowa” stoczona w 1967 roku.

## Blitzkriegw kulturze masowej
Samo słowo blitzkrieg pojawiło się w prasie międzywojennej, po czym zostało rozpowszechnione na początku II wojny światowej.